# Alfred Herrhausen Gesellschaft

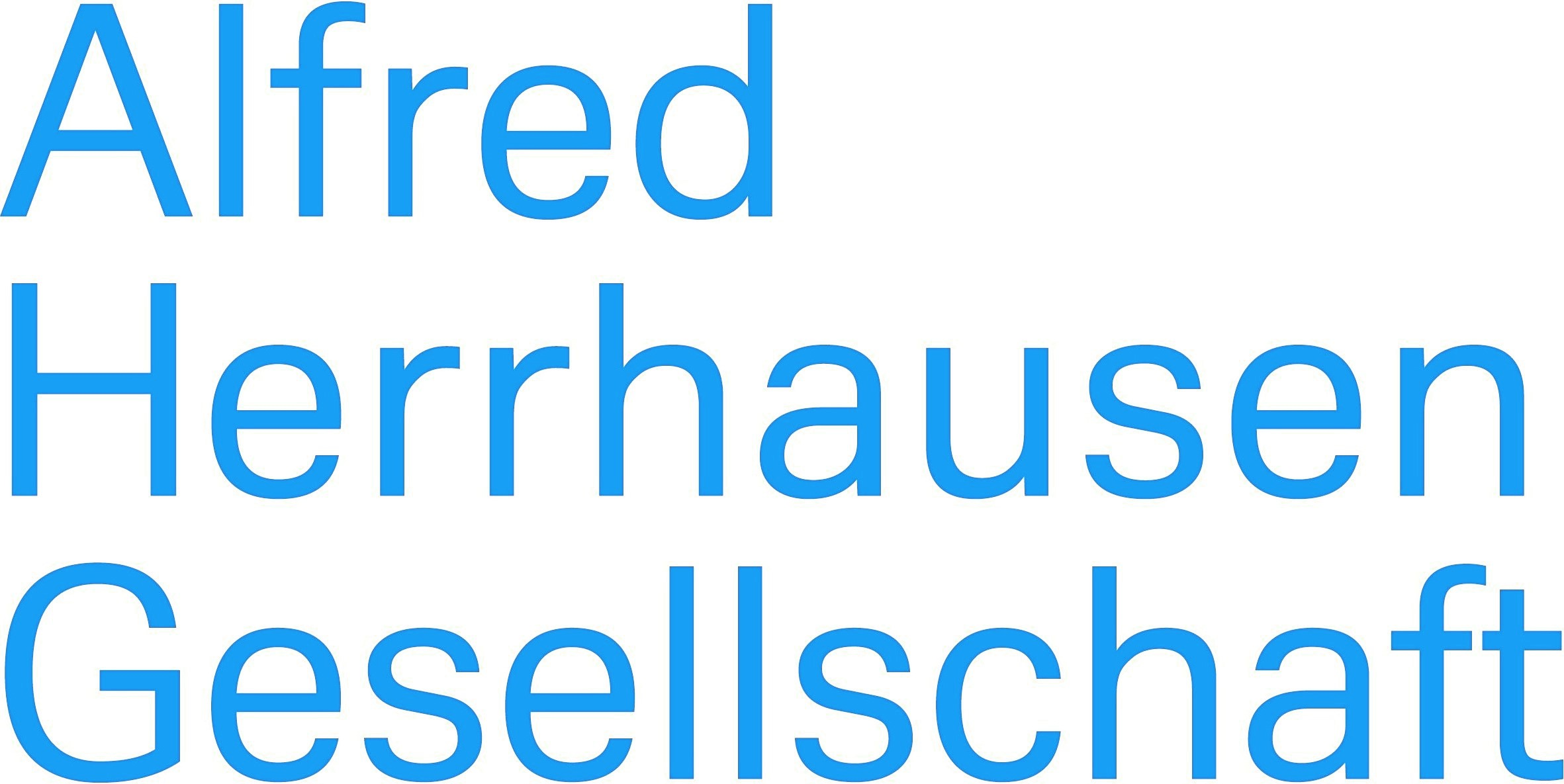
Das Logo der Alfred Herrhausen Gesellschaft

Die gemeinnützige Alfred Herrhausen Gesellschaft mbH (AHG) war Teil der Deutschen Bank. Die 1992 gegründete Gesellschaft mit Sitz in Berlin erinnerte in ihrer Benennung an den Sprecher des Vorstandes der Deutschen Bank, Alfred Herrhausen, der 1989 bei einem Attentat von RAF-Terroristen ermordet wurde. Im Rahmen des Engagements der Deutschen Bank für die Zivilgesellschaft sollte sie den Austausch von Ideen und die Auseinandersetzung mit Fragen der Zeit fördern. Sie hatte Partnerinstitutionen in mehrern Ländern. Geschäftsführerin war seit Oktober 2016 Alfred Herrhausens Tochter Anna Herrhausen.
Inhaltlich konzentrierte sich die Arbeit der Alfred Herrhausen Gesellschaft auf die Programme „Stadt“, „Europa“ und „Frei Denken“.
Das Programm "Stadt" war geprägt von der Zusammenarbeit mit der LSE Cities, einem internationalen Forschungszentrum für urbane Entwicklung an der London School of Economics and Political Science. Gemeinsam gestalteten AHG und LSE Cities seit 2005 das Urban Age Programme. Im Frühjahr 2020 startete zudem das Projekt "New Urban Progress". In Zusammenarbeit mit dem Progressiven Zentrum und dem US-amerikanischen Progressive Policy Institute wollte "New Urban Progress" die transatlantische Zusammenarbeit neu beleben und untersuchte hierbei Städte auf beiden Seiten des Atlantiks. Die Ergebnisse sollten zur Gestaltung inklusiver, innovativer, digitaler und diverser Städte beitragen. 
Das Programm "Europa" setzte sich seit 2017 ein für das Fortbestehen eines friedlichen, demokratischen und vereinten Europas als Vorbild für eine liberale Weltordnung. Die Konferenzreihe „Denk ich an Deutschland“ prägte jahrelang das Programm Europa. Die Konferenzen fanden zwischen 2009 und 2019 jährlich statt mit interdisziplinären Diskursen zu Themen wie zum Beispiel „Die Welt aus den Fugen. Auf der Suche nach neuen Gewissheiten“ (2015), „Haben wir’s geschafft? Deutschland im Jahr 2025“ (2016) und "Was glauben wir eigentlich, wer wir sind? Das deutsche Selbstbewusstsein in einem bewegten Europa" (2019). Gäste bei „Denk ich an Deutschland“-Konferenzen waren unter anderem bereits die Bundeskanzlerin Angela Merkel, Bundesministerin Ursula von der Leyen, die CDU-Vorsitzende Annegret Kramp-Karrenbauer, Gregor Gysi (Die Linke), sowie die SPD-Politiker Martin Schulz und Olaf Scholz. Seit dem Jahr 2020 bündelte die Alfred Herrhausen Gesellschaft ihre Aktivitäten im Programmbereich Europa unter dem Motto „Thinking of Europe“. Im Vorfeld der deutschen EU-Ratspräsidentschaft 2020 erarbeitete das Projekt „Digitales Europa 2030“ mit einer interdisziplinären Expertengruppe mögliche Zukünfte für eine sich wandelnde politische Öffentlichkeit und digitale Souveränität in Europa.
Das Programm „Frei Denken“ widmete sich anderen wichtigen Ereignissen der Zeit, auch jenseits der thematisch fokussierten Arbeitsfelder. Als erstes Projekt wurde im Jahr 2019 in diesem Programm „Weiter. Denken. Ordnen. Gestalten“ umgesetzt. Mit dabei waren Politiker wie Michail Gorbatschow, Wissenschaftler wie Thomas Straubhaar, Publizisten wie Parag Khanna, Historiker wie Heinrich August Winkler, politische Berater wie Henrik Enderlein, Künstler wie Roman Lipski und mit Arno Brandlhuber auch ein Architekt.
Die Deutsche Bank teilte am 5. Juli 2023 mit, sie wolle „die AHG nicht über das Jahr 2023 hinaus“ fortführen.

## Publikationen
Konrad Seitz: China im 21. Jahrhundert. Alfred-Herrhausen-Gesellschaft für internationalen Dialog. Frankfurt 2000. 76 Seiten.